# فرديناند رايخ
فرديناند رايخ (بالألمانية: Ferdinand Reich)‏ (و. 1799 – 1882 م) هو كيميائي، وفيزيائي، وأستاذ جامعي من ألمانيا . ولد في برنبورغ .
توفي في فرايبورغ ، عن عمر يناهز 83 عاماً.

## مناصب وهيئات
أدار جامعة فرايبيرغ التكنولوجية.